# Apoenzymy
Apoenzymy – białkowe części enzymu, które po połączeniu z odpowiednimi koenzymami lub grupami prostetycznymi tworzą holoenzymy. Z reguły dopiero holoenzym jest w pełni funkcjonalnym enzymem, bowiem koenzymy odgrywają kluczową rolę w mechanizmie reakcji enzymatycznej. Apoenzym decyduje o swoistości enzymu oraz często o rodzaju reakcji jaką enzym jest zdolny katalizować.
W badaniu metaloenzymów ważną część stanowi przygotowanie apoenzymów in vitro, polegające na usunięciu z nich natywnych jonów metali za pomocą różnych czynników chelatujących. Przygotowanie nieaktywnego apoenzymu, któremu można całkowicie przywrócić aktywność przez dodanie odpowiedniego jonu metalu, potwierdza niezbędność tego jonu w układzie enzymatycznym.